# Synotaxus leticia
Espèce
Synotaxus leticia est une espèce d'araignées aranéomorphes de la famille des Synotaxidae.

## Distribution
Cette espèce est endémique du département d'Amazonas en Colombie,.

## Description
Le mâle holotype mesure 3,1 mm.

## Systématique et taxinomie
Cette espèce a été décrite par Exline et Levi en 1965.

## Étymologie
Son nom d'espèce lui a été donné en référence au lieu de sa découverte, Leticia.

## Publication originale
- Exline & Levi, 1965 : « The spider genus Synotaxus (Araneae, Theridiidae). » Transactions of the American Microscopical Society, vol. 84, p. 177-184.